# Day7
Day7(데이세븐)은 2011년 창립한 대한민국의 모바일을 주 플랫폼으로 하는 인터랙티브 스토리텔링 게임 전문 회사다. 주로 여성향 장르를 다루나 남성향도 가리진 않는다. 1달에 1작품으로 봐도 될 정도로 작품의 텀이 굉장히 짧다. 2018년부터는 제작한 게임을 원작으로 IP(지식재산권)다각화에 힘쓰고 있다. 웹드라마, 웹툰, 웹소설 등으로 활동영역을 넓혀가는 중이다. <일진에게 찍혔을 때> 시리즈가 대표적이다. 2019년 2월부로 컴투스의 자회사가 되었다.
이후 동년 11월, 1년 반을 투자한 첫 장편 '워너비챌린지'를 발표하였으나 앞으로도 다작 기조는 변치않을것이라고 인터뷰를 통해 밝혔고, 4개월 뒤 12개의 신작과 함께 스토리게임 플랫폼 Storypick을 발표했다.

## 2020년
- 4월 Storypick

간판작 일진에게 시리즈 신작과 킹덤, 하트시그널, 오피스워치 등 인기IP를 활용한 게임부터 디스토피아 SF 판타지나 미스테리 호러 스릴러 등 한쪽에 편향되지 않는 다양한 장르와, 오픈작으로만 17개의 게임 수록하며 매달 새로운 게임을 추가할 계획이라고 한다.

## 2019년
- 5월 넷플릭스 오리지널 시리즈 '킹덤' IP 사용계약 체결[11]
- 7월 《컴투스 글로벌 게임문학상 2019》 개최[12]
- 9월 SBS콘텐츠허브와 게임 및 드라마 IP(지적재산권) 크로스오버 제작 추진을 위한 MOU(양해각서)를 체결[13]
- 11월 신작 '워너비챌린지' 발표[14]

## 이전 게임 목록 (2014-2019)
창립은 2011년이나, 2013년도에 전신 7Day를 런칭하고 2014년부터 본격적으로 스토리 게임 산업에 뛰어들기 시작했다. 양 모바일 운영체제 모두 지원종료된 게임만 은색으로 표기한다. 스토리픽으로 앱이 전환되었거나 전환중인 게임은 구분을 위해 청보라색으로 표기.

### 2019년
- 마왕의 신부 ~스토리 무료/유료버전~[15]

- 몰랑이 숨은그림찾기

### 2018년
- 기억조작톡[16]

- 김여주 꾸미기[17]

- 부작용=남친?[18]

- 연애성공패키지

- 오피스 스캔들 = 언더커버[19]

- 월간대학

- 자취남녀

- 짝사랑 관찰일기

### 2017년
- 내 목소리가 들려?[20]

- 더 보이스

- 덕통사고 = 소녀의 1급 비밀 ~덕후 중의 덕후~[21]

- 블러드 인 로즈[22]

- 사내연애

- 새빛남고학생회[23][24]

- 소녀, 감정을 배우다

- 안심귀가서비스

- 오빠친구

- 일진에게 반했을 때

- 체육고등학교

- 한입만 줄래?

### 2016년
- 3D여자친구[25]

- BJ랑연애방송중

- 남학교에서 24시

- 누가 그녀를 죽였나[26]

- 마왕의 신부

- 소녀, 감정을 배우다 for kakao

- 슬리핑 딜리버리[27]

- 외모렌탈샵

- 일진에게 찍혔을 때

- 청학동청년들

- 탐정님의 연애수사

- 통조림소년

- 투명인간 김창식

### 2015년
- 010-XXXX-3254

- 21일 남친만들기

- Click! 그 남자를 공략하시겠습니까?[28]

- 가라는 던전은 안가고[29]

- 갸농홍슈[30]

- 고백별

- 꽃미남 고등학교

- 나는 펫, 너는 주인님

- 러브스토리 In the zoo

- 리얼여친 For You

- 마법소녀

- 미녀로 살아보기

- 전학생

- 탈출 얀데레하우스

### 2014년
- 21일 여친만들기

- 뱀파이어 남자친구

- 훈녀가 되는 법[31]
- 후궁전쟁
- 욕망의 학교
- 우리정략결혼했어요
- 내 첫사랑이 일진일리 없잖아
- 알바를 했더니 남친이 생겼네
- 학교에 갔더니 훈남들이 있네

## 출간소설 목록
- 일진에게 찍혔을 때 (2017년)[32]

## 웹드라마 목록
- 일진에게 찍혔을 때 (2019년)(完)[33]

- 일진에게 찍혔을 때 시즌2 (2020년)(完)[34]

## 웹소설 목록
- 사내연애 (2018년)(完)[35]

- 청학동청년들 (2019년)(完)[36]

## 웹툰 목록
- 새빛남고 학생회 고문입니다 (2018년)[37]
- 일진에게 찍혔을 때 (2020년)[38]

## 게임 음원 발매
- 일진에게 반했을 때 OST 디지털 앨범 (2018년)[39]

- 기억조작톡 OST 디지털 앨범 (2018년)[40]

- 워너비챌린지 X 오마이걸 OST '기억해' (2019년)

- 워너비챌린지 X 산들 OST '너에게 닿기를' (2019년)